# العجمي الوريمي
العجمي الوريمي (بالفرنسية: Ajmi Lourimi)‏ ولد في 8 يناير 1962 في شط مريم (تونس). هو سياسي تونسي. وهو يشغل حاليا منصب الأمين العام  لحركة النهضة.

## السيرة الذاتية
في 1981، التحق العجمي الوريمي بكلية الآداب والعلوم الإنسانية بتونس، وبدأ نشاطه الطلابي في صفوف حركة الاتجاه الإسلامي (النهضة حاليا)، واستطاع رفقة آخرين بتأسيس الاتحاد العام التونسي للطلبة في أبريل 1984، وعلى إثره طرد من الجامعة، ثم في 1985 التحق بكلية الآداب والعلوم الإنسانية بالرباط (جامعة محمد الخامس أكدال) أين تحصل على شهادة الإجازة في الفلسفة بتقدير جيد جدا. 

عاد سنة 1988 ليستأنف دوره في قيادة الاتجاه الإسلامي بالجامعة أين أصبح رئيسا لمكتبه السياسي وناطقا باسمه، وأصبح من جهة أخرى مسؤولا عن تحرير جريدته الأسبوعية الحدث الطلابي، وهو ما خوله أن يصبح عضوا بصفته تلك في المكتب السياسي لحركة النهضة. وعند صدور جريدة الفجر، التحق بهيئة تحريرها مسؤولا عن القسم الجامعي الشبابي والشؤون الدولية. 

إثر اعتقال علي العريض الناطق باسم الحركة، وحمادي الجبالي المدير المسؤول عن جريدة الفجر، انتدب العجمي الوريمي في فبراير 1991 لعضوية المكتب التنفيذي لحركة النهضة ورئيسا لمكتبها السياسي. 

اعتقل في مارس 1991 ومورس عليه تعذيب شديد دون السماح له بالعلاج، ثم حوكم ضمن قيادة النهضة في يوليو 1992 أمام القضاء العسكري وقد صدر في حقه حكم بالسجن مدى الحياة. 

بعد الثورة التونسية في 2011، عاد الوريمي لقيادة الحركة، وعين في منصب نائب رئيس الحركة ومسؤول مركب الثقافة والتعليم والشباب، ثم أصبح عضو المكتب التنفيذي مسؤول عن مكتب الإعلام والإتصال. 

يعمل الوريمي كأستاذ فلسفة.

## مقالات ذات صلة
- حركة النهضة (تونس).